# アムールイトウ
アムールイトウ（学名 Hucho taimen）は、サケ科Hucho属に属する淡水魚である。別名タイメン。シベリア、モンゴルなどの河川に生息し、体長2 m、体重90 kgに達するものもある。環境破壊や乱獲により個体数が減少、保護活動がおこなわれている。本種をドナウイトウの亜種として、Hucho hucho taimen の学名を与える研究者もいる。

## 分布
ヴォルガ川・ペチョラ川・エニセイ川・セレンガ川・レナ川・ヤナ川・アムール川などに分布する。これらの川は主にカスピ海・北極海に注ぐが、アムール川は太平洋に注ぐ。主に流れのある場所に生息し、湖にはほとんど出現しない。河川の合流口でよく見られる。回遊は行わないが、繁殖期には広範囲を移動する。モンゴル、Eg-Uur川での標識調査では、行動圏は平均して23 km、最大93 kmであることが示された。

## 形態
体色は地域によって変化するが、頭部は薄緑で尾部には赤褐色が交じることが多い。脂鰭・臀鰭・尾鰭は暗赤色。腹部は白から暗灰色。寿命は長く、55年以上生きると考えられている。
世界最大のサケ類の一つで、成熟個体は15 kgから30 kgにもなる。最大サイズは不明だが、ロシアのコトゥイ川では210 cm、105 kgが記録されている。IGFAの世界記録は45 kg弱である。

## 餌
成体は主に魚食性だが、水辺に近づいたネズミなどの齧歯類、蛇、鳥類を捕食することもある。